# Bence
Bence est un prénom hongrois masculin.
Dans les années 2000 c'était le prénom hongrois masculin le plus souvent donné.

## Étymologie
Raccourcissement de l'ancien prénom Bencenc, variante de Vincenc qui correspond au nom latin Vincentius (Vincent) et qui a lui-même été raccourci en Vince. Le passage de Vincenc à Bencenc s'est fait par voie de redoublement Vincenc-Bencenc (comme Andi-Bandi ou Anna-Panna).
Il a été considéré autrefois à tort comme un surnom correspondant à Benedek (l'équivalent de Benoît), c'est pourquoi l'ordre monastique bénédictin est appelé en hongrois bencés.

## Équivalents
- En hongrois Vince, équivalent de Vincent.

## Personnalités portant ce prénom
- Pour l'ensemble des articles sur les personnes portant ce prénom, consulter :
  - la liste des articles dont le titre commence par ce prénom
  - les listes produites par Wikidata : Liste des personnes de prénom « Bence » — même liste en incluant les éventuels prénoms composés qui contiennent « Bence ».

## Patronyme
Bence est un nom de famille  notamment porté par :

- Peter Bence (1991-), pianiste, compositeur et producteur de musique hongrois.